# (1306) Scythia
(1306) Scythia – planetoida z pasa głównego asteroid okrążająca Słońce w ciągu 5 lat i 215 dni w średniej odległości 3,15 au. Została odkryta 22 lipca 1930 roku w Obserwatorium Simejiz na górze Koszka na Półwyspie Krymskim przez Grigorija Nieujmina. Nazwa planetoidy pochodzi od Scytii, obszaru Eurazji zamieszkanego w starożytności przez Scytów. Przed nadaniem nazwy planetoida nosiła oznaczenie tymczasowe (1306) 1930 OB.